# HBW Balingen-Weilstetten
HBW Balingen-Weilstetten es un club de balonmano de la localidad de Balingen, Alemania, que se fundó en el año 2002 al fusionarse dos equipos, el TSG Balingen y el TV Weilstetten.

## Plantilla 2023-24
|  | Porteros - 1 Simon Sejr - 16 Mario Ruminsky - Mohamed El-Tayar Extremos izquierdos - 14 Oddur Grétarsson - 24 Dennis Fuoß - 27 Patrick Volz Extremos derechos - 20 Tom Hildebrand - 24 Elias Fügel Pívots - 13 Silas Wagner - 17 Felix Danner - Nikola Grahovac | Laterales izquierdos - 4 Filip Vistorop - 10 Daníel Þór Ingason - 22 Jona Schoch - 25 Till Wente Centrales - 7 Elias Huber - 23 Mika Schüler - 26 Lukas Saueressig Laterales derechos - 3 Uros Todorovic - 8 Jens Schöngarth - Csaba Leimeter - 19 Luca Mastracola |